# Museo Postal y Telegráfico (España)
El Museo Postal y Telegráfico es un museo de Madrid (España) que muestra la historia, origen y evolución de las comunicaciones postales y telegráficas, la historia de la filatelia, a través de sellos de España y del mundo desde finales del siglo XVIII y de la telefonía, con la muestra de piezas de los siglos XIX y XX. El Museo ofrece información temática y cronológica, fondos documentales de Cartografía, colecciones filatélicas de las primeras emisiones de sellos y pone al alcance de todos la Historia de las Telecomunicaciones en España.
El Museo está integrado en Correos (Sociedad Estatal Correos y Telegráfos, S.A., S.M.E).

## Orígenes
El Museo Postal y Telegráfico (MPT) tiene sus orígenes en el Museo de Telégrafos, que data de 1865. Su sede más temprana estuvo en la calle Ancha de San Bernardo n.º 73 en Madrid. En 1879 las colecciones, biblioteca y talleres pasaron a la antigua Casa de Postas madrileña. En 1904 comienza la recuperación de los fondos de carácter Histórico-Artístico de Correos y Telégrafos con una finalidad museística, pero no será hasta 1909 cuando se establezca el museo en la Casa de Correos de la calle Carretas de Madrid, tendrá que pasar algún tiempo hasta la apertura al público, mientras tanto se realiza un inventario general de las piezas y material filatélico. Su primer director fue Manuel Cerecedas. El Museo comprende Archivo y Biblioteca y es el responsable de la conservación de los fondos, la redacción de Catálogos y la adquisición de nuevas obras.

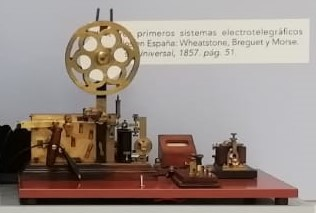
Aparato Morse. Museo Postal y Telegráfico de Madrid

El 14 de marzo de 1919 el rey Alfonso XIII inaugura el Palacio de Comunicaciones en la madrileña plaza de Cibeles, trasladándose los fondos del Museo a este nuevo edificio. En los años 20 hubo un intento de abrirlo al público, sin éxito. En 1947 se aprueban los estatutos de la Academia Iberoamericana de Historia Postal, institución que acogerá los fondos inventariados, custodia y aumenta las colecciones, los fondos bibliográficos y edita un Boletín de documentación e investigaciones históricas.
En 1955 con motivo de la celebración del Primer Centenario de las Telecomunicaciones en España y la inauguración del edificio de la Escuela Oficial de Telecomunicación, los fondos se trasladan a este edificio de la calle Conde Peñalver con el nombre de Museo Postal y de Telecomunicación, donde permaneció durante 25 años.
El 9 de octubre de 1980 el Museo se abrió al público en el Palacio de Comunicaciones, con el nombre de Museo Postal y de Telecomunicación.
En el 2006 el Museo se traslada al distrito madrileño de Aravaca y con una nueva denominación, Museo Postal y Telegráfico.
El Museo Postal y Telegráfico es miembro en pleno derecho de la Asociación Internacional de Museos de Transportes y Comunicaciones, asociación integrada en la Unesco.

## Fondos
Los fondos del Museo tienen una procedencia variada, confluyendo en el diferentes colecciones:
- El fondo filatélico, contiene la prefilatelia,
  - Historia postal del siglo XIX, donada por Antonio Moreno Santos, con más de 300 piezas;
  - Cartas prefilatélicas, donadas por Mariano Pardo de Figueroa;
  - La colección de Manuel Cerecedas, de 1912, que incluye las primeras emisiones de sellos de España y de los restantes países del mundo;
  - La colección donada por Alfredo Navarro Payá, se compone de Falsos postales de España, Antillas y Cuba;
  - Las emisiones de sellos de Cuba, Filipinas y Puerto Rico hasta 1898;
  - La colección Ciento y... postalicas a Federico García Lorca representa el homenaje de 256 artistas plásticos contemporáneos, como Canogar, Tapies, Ouka Leele... en el centenario del nacimiento de este poeta y dramaturgo;
  - La colección de pliegos firmados por el Jefe del Estado español, desde 1952, y otros firmados por Camilo José Cela, Mingote, Mariscal... Además, colecciones de rarezas filatélicas, enteros postales, cartas;

- La de la Escuela Oficial de Comunicaciones que contiene una muestra de todos los sistemas de telecomunicación y tecnología asociada, en especial a partir de 1865;
- La telefonía desde sus orígenes hasta la década de los años 20;
- La historia postal desde finales del siglo XVIII: buzones, uniformes...
- La colección de pintura, centrada en retratos de los siglos XIX y XX, con obras de Joaquín Sorolla, Ramón Miguel Nieto.

## Organización del Museo

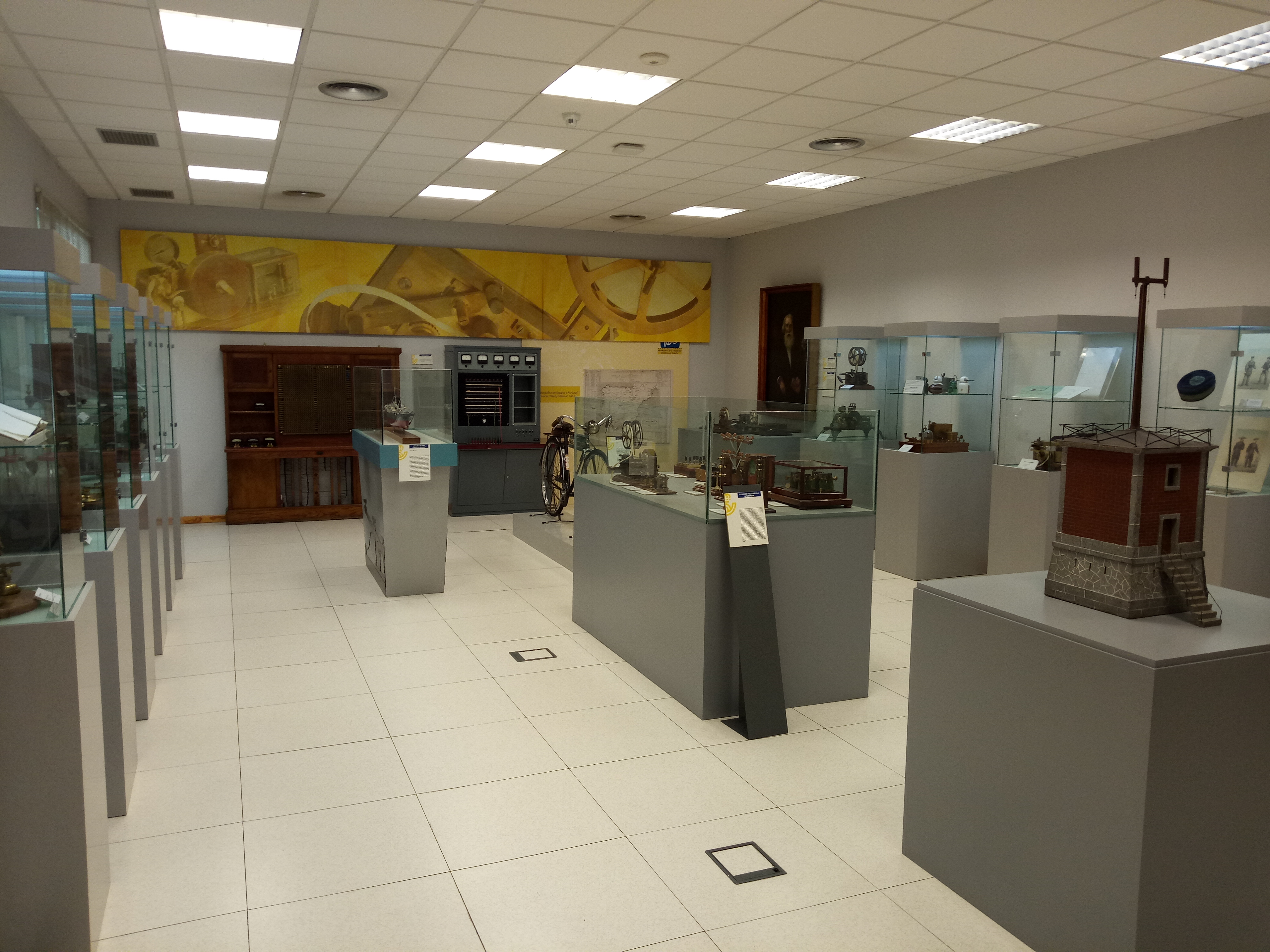
Sala telegráfica

### Salas

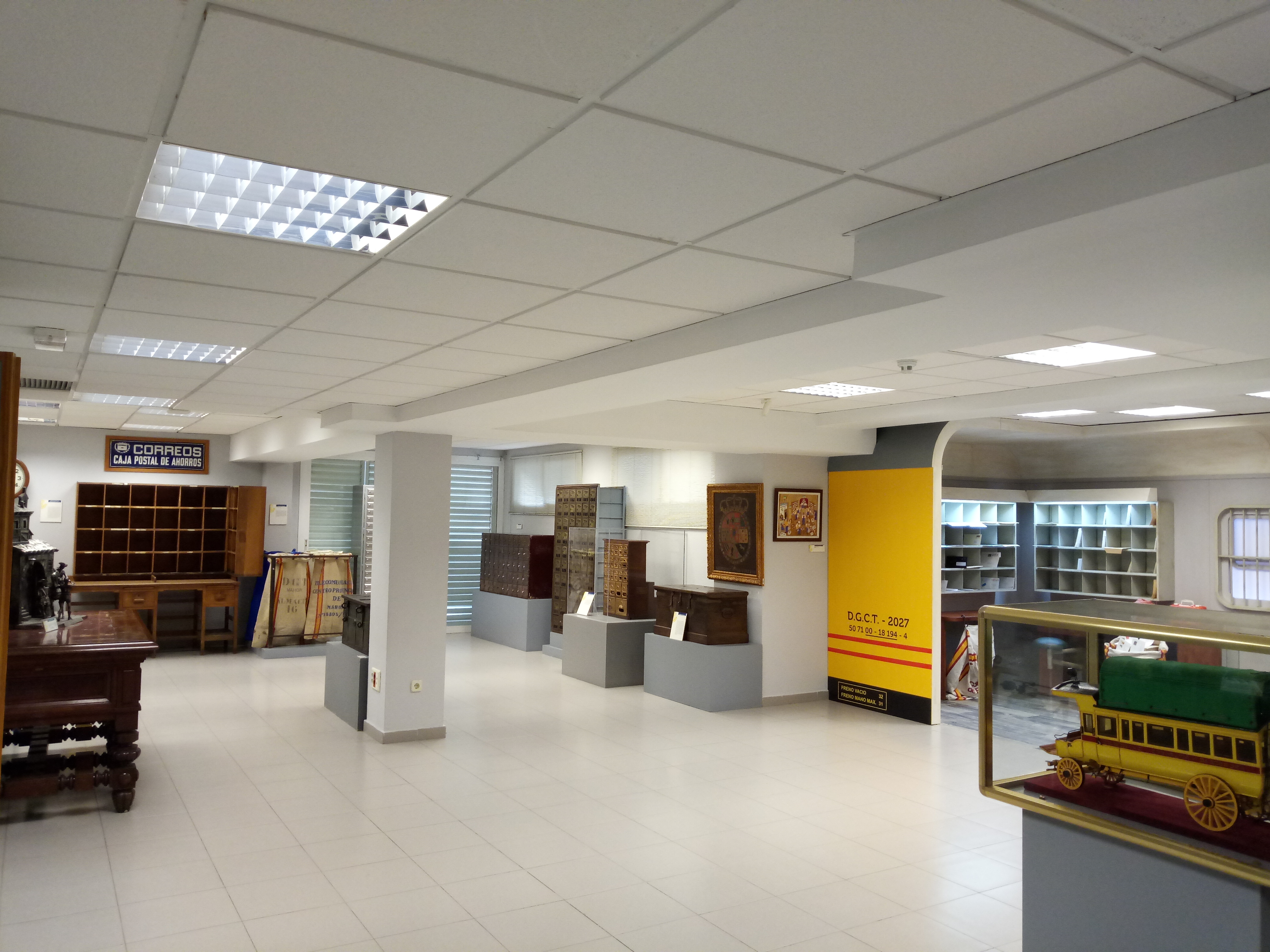
Sala Postal

Los fondos se exhiben en 7 salas temáticas:
- Sala de la Historia Postal, muestra el proceso seguido por la correspondencia, contiene una colección de buzones de toda España de los siglos XIX y XX, entre los que destacan los de cabeza de león, símbolo de la inviolabilidad de la correspondencia. También muestra la colección de cartas jeroglíficas;
- Sala de Uniformes de Correos y Telégrafos, en este espacio expositivo se muestra la evolución de la indumentaria de los siglos XIX y XX, incluida una cornamusa o trompeta metálica, para avisar de la llegada del correo;
- Sala de la Filatelia, contiene el primer sello del mundo, de Gran Bretaña de 1840, el penique negro y el primer sello de España de la reina Isabel II, y la totalidad de las emisiones de sellos de España. Se pueden ver, también, los procesos de fabricación de los sellos;

- Sala de los Carteros Honorarios, donde se muestran objetos personales de los seis Carteros Honorarios: Mariano Pardo de Figueroa (Doctor Thebussem), Rafael Álvarez Sereix, Camilo José Cela, Ramón Carande, Antonio Mingote y la reina emérita Sofía de Grecia;
- Sala de la Telegrafía del siglo XIX y del siglo XX es una muestra histórico-tecnológico con un recorrido cronológico por la historia de la telegrafía óptica y eléctrica. Dentro de la telgrafía óptica muestran piezas como, maqueta de una torre de telegrafía el sistema francés Chappe y un diccionario fraséologico de José María Mathé (primer director de Telégrafos). En la sección de telegrafía eléctrica destacan los aparatos telegráficos de los sistemas Breguet y Morse;
- Sala de Telefonía, donde se exhibe una colección de aparatos telefónicos desde 1882 hasta 1924, año en que Telégrafos deja de encargarse de la telefonía y esta pasa a Telefónica. ente los fondos destacan: primer prototipo de teléfono Bell, el teléfono de gabinete de la Reina María Cristina, teléfonos de campaña, centrales telefónicas de los Gabinetes Telegráficos del Palacio de la Moncloa y el Ministerio de Justicia (estos siempre atendidos por personal de Telégrafos).

### Biblioteca
La Biblioteca del Museo Postal y Telegráfico fue creada en el año 1876, es una biblioteca de temática especializada, siendo la única existente en España. Sus fondos se remontan al siglo XVII, además de los fondos bibliográficos dispone de archivo fotográfico y cartográfico que puede ser consultado por los investigadores.
Los tesoros de papel, como denomina el Museo a su biblioteca, los estructura en: Joyas Bibliográficas, El legado del Mariano Pardo de Figueroa (conocidos como Papeles varios-Correos) y el Universo Filatélico (que contiene el primer libro sobre filatelia de España: Kpankala).

### Servicios
- Archivo cartográfico y fotográfico. Fondo fotográfico con un total de hasta 10.000 piezas, así como el archivo cartográfico donde se encuentran piezas nacionales e internacionales
- Información y asesoramiento sobre la historia del correo, del telégrafo y de la filatelia
- Exposiciones temporales
- Visitas guiadas
- Actividades escolares, conferencias y talleres